# Tweede Kamerverkiezingen in het kiesdistrict Veendam

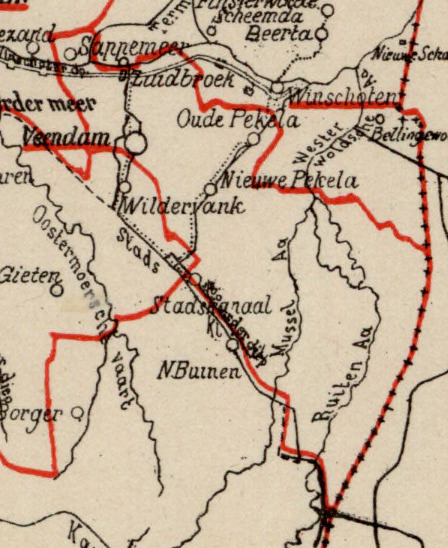
Kiesdistrict Veendam (1888)

Tweede Kamerverkiezingen in het kiesdistrict Veendam geeft een overzicht van verkiezingen voor de Nederlandse Tweede Kamer in het kiesdistrict Veendam in de periode 1888-1918.
Het kiesdistrict Veendam werd ingesteld na de grondwetsherziening van 1887. Tot het kiesdistrict behoorden de volgende gemeenten: Meeden, Muntendam, Nieuwe Pekela, Onstwedde, Oude Pekela, Sappemeer, Veendam en Vlagtwedde.
Het kiesdistrict Veendam vaardigde in dit tijdvak per zittingsperiode één lid af naar de Tweede Kamer.
Legenda
- cursief: in de eerste verkiezingsronde geëindigd op de eerste of tweede plaats, en geplaatst voor de tweede ronde;
- vet: gekozen als lid van de Tweede Kamer.

## 6 maart 1888
De verkiezingen werden gehouden na vervroegde ontbinding van de Tweede Kamer.
|                         | 6 maart |
| ----------------------- | ------- |
| Kiesgerechtigden        | 2.880   |
| Opkomst                 | 2.331   |
| Geldige stemmen         | 2.308   |
| Blanco stemmen          | 15      |
| Kandidaten              |         |
| H. Goeman Borgesius     | 1.330   |
| W.H. de Savornin Lohman | 857     |
| F. Domela Nieuwenhuis   | 86      |

## 9 juni 1891
De verkiezingen werden gehouden na ontbinding van de Tweede Kamer.
|                     | 9 juni | 23 juni |
| ------------------- | ------ | ------- |
| Kiesgerechtigden    | 2.919  | 2.919   |
| Opkomst             | 1.619  | 1.940   |
| Geldige stemmen     | 1.605  | 1.940   |
| Blanco stemmen      | 7      | 0       |
| Kandidaten          |        |         |
| H. Goeman Borgesius | 729    | 1.333   |
| A. Brummelkamp      | 518    | 607     |
| W.P.G. Helsdingen   | 240    |         |
| J. Cremer           | 77     |         |

## 9 juli 1891
Hendrik Goeman Borgesius was bij de verkiezingen van 9 juni 1891 gekozen in twee kiesdistricten, Veendam en Zutphen. Hij opteerde voor Zutphen, als gevolg waarvan in Veendam een naverkiezing gehouden werd.  
|                      | 9 juli |
| -------------------- | ------ |
| Kiesgerechtigden     | 2.919  |
| Opkomst              | 1.854  |
| Geldige stemmen      | 1.843  |
| Blanco stemmen       | 9      |
| Kandidaten           |        |
| A.L. Poelman         | 983    |
| D. de Ruiter Zijlker | 438    |
| A. Brummelkamp       | 317    |
| M.W.F. Treub         | 59     |

## 7 november 1893
Adriaan Poelman, gekozen bij de verkiezingen van 9 juli 1891, overleed op 14 oktober 1893. Om in de ontstane vacature te voorzien werd een tussentijdse verkiezing gehouden.
|                     | 7 november | 21 november |
| ------------------- | ---------- | ----------- |
| Kiesgerechtigden    | 2.949      | 2.949       |
| Opkomst             | 1.321      | 1.949       |
| Geldige stemmen     | 1.315      | 1.932       |
| Blanco stemmen      | 4          | 11          |
| Kandidaten          |            |             |
| E.A. Smidt          | 378        | 967         |
| M.W.F. Treub        | 515        | 965         |
| P.J.G. van Diggelen | 260        |             |
| P. van Vliet        | 135        |             |

## 10 april 1894
De verkiezingen werden gehouden na vervroegde ontbinding van de Tweede Kamer.
|                  | 10 april |
| ---------------- | -------- |
| Kiesgerechtigden | 2.949    |
| Opkomst          | 958      |
| Geldige stemmen  | 937      |
| Blanco stemmen   | 21       |
| Kandidaten       |          |
| E.A. Smidt       | 876      |

## 15 juni 1897
De verkiezingen werden gehouden na ontbinding van de Tweede Kamer.
|                     | 15 juni |
| ------------------- | ------- |
| Kiesgerechtigden    | 6.320   |
| Opkomst             | 4.591   |
| Geldige stemmen     | 4.475   |
| Blanco stemmen      | 116     |
| Kandidaten          |         |
| E.A. Smidt          | 2.325   |
| M.H.A. van der Valk | 1.467   |
| W.P.G. Helsdingen   | 465     |
| D.R. Mansholt       | 218     |

## 17 maart 1899
Eerke Smidt, gekozen bij de verkiezingen van 15 juni 1897, trad op 16 februari 1899 af vanwege zijn benoeming als Officier van Justitie. Om in de ontstane vacature te voorzien werd een tussentijdse verkiezing gehouden.
|                  | 17 maart |
| ---------------- | -------- |
| Kiesgerechtigden | 5.433    |
| Opkomst          | 3.068    |
| Geldige stemmen  | 3.016    |
| Blanco stemmen   | 52       |
| Kandidaten       |          |
| J.H.A. Schaper   | 1.590    |
| E.A. Smidt       | 1.426    |

## 14 juni 1901
De verkiezingen werden gehouden na ontbinding van de Tweede Kamer.
|                  | 14 juni | 27 juni |
| ---------------- | ------- | ------- |
| Kiesgerechtigden | 5.966   | 5.966   |
| Opkomst          | 4.020   | 4.005   |
| Geldige stemmen  | 3.935   | 3.962   |
| Blanco stemmen   | 85      | 43      |
| Kandidaten       |         |         |
| J.H.A. Schaper   | 1.927   | 2.110   |
| D. Bos           | 1.250   | 1.852   |
| J. van der Molen | 758     |         |

## 30 juli 1901
Jan Schaper was bij de verkiezingen van 14 juni 1901 gekozen in twee kiesdistricten, Appingedam en Veendam. Hij opteerde voor Appingedam, als gevolg waarvan in Veendam een naverkiezing gehouden werd.
|                  | 30 juli | 7 augustus |
| ---------------- | ------- | ---------- |
| Kiesgerechtigden | 5.966   | 5.966      |
| Opkomst          | 4.124   | 5.016      |
| Geldige stemmen  | 4.068   | 4.979      |
| Blanco stemmen   | 56      | 37         |
| Kandidaten       |         |            |
| E.A. Smidt       | 1.357   | 2.687      |
| P.J. Troelstra   | 1.663   | 2.292      |
| F.H. Boels       | 1.036   |            |
| H.N. Schuitema   | 12      |            |

## 16 juni 1905
De verkiezingen werden gehouden na ontbinding van de Tweede Kamer.
|                  | 16 juni | 28 juni |
| ---------------- | ------- | ------- |
| Kiesgerechtigden | 7.551   | 7.551   |
| Opkomst          | 6.192   | 6.436   |
| Geldige stemmen  | 6.089   | 6.384   |
| Blanco stemmen   | 103     | 52      |
| Kandidaten       |         |         |
| E.A. Smidt       | 2.340   | 4.220   |
| G.J. Sybrandy    | 2.050   | 2.164   |
| H. Spiekman      | 1.699   |         |

## 11 juni 1909
De verkiezingen werden gehouden na ontbinding van de Tweede Kamer.
|                  | 11 juni | 23 juni |
| ---------------- | ------- | ------- |
| Kiesgerechtigden | 8.185   | 8.185   |
| Opkomst          | 6.263   | 6.092   |
| Geldige stemmen  | 6.183   | 6.048   |
| Blanco stemmen   | 80      | 44      |
| Kandidaten       |         |         |
| E.A. Smidt       | 2.037   | 3.826   |
| F.G. Petersen    | 2.161   | 2.222   |
| G.W. Sannes      | 1.893   |         |
| F.J.W. Drion     | 92      |         |

## 17 juni 1913
De verkiezingen werden gehouden na ontbinding van de Tweede Kamer.
|                  | 17 juni | 25 juni |
| ---------------- | ------- | ------- |
| Kiesgerechtigden | 9.054   | 9.054   |
| Opkomst          | 7.707   | 6.175   |
| Geldige stemmen  | 7.610   | 6.096   |
| Blanco stemmen   | 97      | 79      |
| Kandidaten       |         |         |
| G.W. Sannes      | 3.156   | 3.472   |
| H. Snijders      | 2.272   | 2.624   |
| F.G. Petersen    | 2.182   |         |

## 15 juni 1917
De verkiezingen werden gehouden na ontbinding van de Tweede Kamer.
|                  | 15 juni |
| ---------------- | ------- |
| Kiesgerechtigden | 9.908   |
| Kandidaten       |         |
| G.W. Sannes      |         |

De zeven in de vorige Tweede Kamer vertegenwoordigde partijen hadden afgesproken in elkaars kiesdistricten geen tegenkandidaten te stellen. Sannes was derhalve de enige kandidaat; hij werd zonder nadere stemming gekozen verklaard.

## 9 juli 1917
Goswijn Sannes, gekozen bij de verkiezingen van 15 juni 1917, trad op 27 juni 1917 af vanwege zijn benoeming als griffier van de Raad van Beroep. Om in de ontstane vacature te voorzien werd een tussentijdse verkiezing gehouden.
|                  | 9 juli |
| ---------------- | ------ |
| Kiesgerechtigden | 9.908  |
| Kandidaten       |        |
| G.W. Sannes      |        |

Sannes was de enige kandidaat; hij werd zonder nadere stemming gekozen verklaard.

## Opheffing
De verkiezing van 9 juli 1917 was de laatste verkiezing voor het kiesdistrict Veendam. In 1918 werd voor verkiezingen voor de Tweede Kamer overgegaan op een systeem van evenredige vertegenwoordiging met kandidatenlijsten van politieke partijen.